# Cebes transiens
Cebes transiens är en insektsart som beskrevs av Walker. Cebes transiens ingår i släktet Cebes och familjen hornstritar. Inga underarter finns listade i Catalogue of Life.